# حسين علي الوحيدي
حُسين بن علي بن أحمد بن عبد الله الوحيدي الخنجي العباسي الهاشمي (1913-1988) هو مؤلف الكتاب الشهير حول وجود قبائل وعوائل العرب في الساحل الإيراني على ضفاف الخليج العربي المعروف بـ "تاريخ لنجة"، ولد في بندر لنجة حيث عاش بها فترة طويلة من حياته حتى هاجر إلى دبي واستقر بها حتى وفاته.

## نسبه
هو حُسين بن علي بن أحمد بن عبد الله الوحيدي، والذي ينتهي نسبه إلى الشيخ عبد السلام خنجي الذي استوطن منطقة خنج في بر فارس بعد سقوط عاصمة الخلافة العباسية بغداد عام 1258، وهو الشيخ عبد السلام بن الشیخ عباس بن الشیخ إسماعیل بن حمزة بن أحمد بن محمد بن هارون بن مهدی بن مرشد بن محمود بن أحمد بن علي بن مبارك بن عبد السلام بن سعید بن عبد الغني بن طلحة بن أحمد بن إسماعیل بن سلیمان بن جعفر الأكبر بن أمير المؤمنين والخليفة العبّاسي أبو جعفر المنصور بن محمد بن علي بن عبد اللّه بن العباس بن عبد المطلب الهاشمي القُرشي.

## مولده ونشأته
ولد في 26 صفر 1331 هـ / 2 فبراير 1913 م في مدينة بندر لنجة، أخذ علومه الإبتدائية والمتقدمة بها ثم تزوج وهاجر بعدها إلى دبي -فترة الحماية البريطانية- سنة 1363 هـ / 1944 م حينما كان عمره 31 عاماً، حيث أقام بها مدة ثم عاد إلى بندر لنجة.

## سيرته العملية
تولَّى وظيفة تسجيل عقود الزواج لمنطقة شيبكوه والتي تشمل المناطق من قرية جارك إلى بلدة المقام، وقد أضيفت إليها القابندية وجزر الخليج، وبقي يزاول هذه المهنة حتى سنة 1390 هـ / 1970 م، حيث استقال وهاجر إلى دبي ليستقر بها حتى وفاته.

## مؤلفاته
لديه مؤلفات عُرف منها:
- كتاب "تاريخ لنجة" أو "تاريخ بندر لنكَه" باللغة العربيَّة، ويتحدث فيه حول بلدات وقرى يعيشها العرب في الساحل الفارسي للخليج العربي، وتم طباعتها ونشرها من مكتبة دارة الدكتور سلطان القاسمي للدراسات الخليجية عام 1985 وكان ثمنها آنذاك 15 درهم إماراتي.[2]
- كتاب حول تاريخ جزر الخليج (لم ينشر).
- ديوان شعر، ويعتني باصدار تقويم سنوي منذ عشرات السنين فيه حساب دقيق للمواسم والأنواء (لم ينشر).

## وفاته
توفي في دبي عن عمر 75 عاماً.